# Balacra diaphana
Balacra diaphana är en fjärilsart som beskrevs av Sergius G. Kiriakoff 1957. Balacra diaphana ingår i släktet Balacra och familjen björnspinnare. Inga underarter finns listade i Catalogue of Life.